# Семизорова Ніна Львівна
Семізорова Ніна Львівна (нар. 15 жовтня 1956, м. Кривий Ріг, УРСР) — радянська українська балерина, балетний педагог. Заслужена артистка УРСР (1977), Народна артистка РРФСР (1985).

## Життєпис
Народилася 15 жовтня 1956 року в місті Кривий Ріг.
1975 року закінчила Київське хореографічне училище (педагог Галина Кириллова).
У 1975—1978 роках виступала на сцені Київського театру опери та балету імені Тараса Шевченка.
З 1978 року у Державному академічному Большому театрі у Москві.

## Творча діяльність

### Головні ролі
Перша виконавиця партій:
- 1981 — «Дерев'яний принц»; балетм. Андрій Петров — Фея
- 1983 — «Маленький принц»; балетме. Генріх Майоров — Роза
- 1985 — «Лицар сумного образу»; балетм. Андрій Петров — Дульцинея, Альдонса

Основний репертуар:
- Одетта — Оділлія («Лебедине озеро» Петра Чайковського)
- Аврора («Спляча красуня» Петра Чайковського
- Господиня Мідної гори («Кам'яна квітка» Сергія Прокоф'єва)
- Леді Макбет («Макбет»)
- Кітрі («Дон Кіхот» Людвіга Мінкуса)
- Фрігія, Егіна («Спартак» Арама Хачатуряна)
- Раймонда («Раймонда» Олександра Глазунова)
- Люська («Золоте століття»)
- Мехмене Бану («Легенда про любов» Аріфа Мелікова)
- Жар-птиця («Жар-птиця») Ігоря Стравінського)
- Жізель («Жізель» Адольфа Адана)
- Вакханка («Вальпургієва ніч» на музику Шарля Гуно)
- Нікія («Баядерка» Людвіга Мінкуса)
- Медора («Корсар» Адольфа Адана)

### Фільмографія
- 1980 — Великий балет (фільм-концерт)[2].

## Нагороди
- 1977 — 1-а премія та золота медаль Міжнародного конкурсу артистів балету у Москві
- 1977 — Заслужена артистка УРСР
- 1985 — Народна артистка РРФСР